# Renê Weber
Renê Carmo Kreuz Weber, meglio noto come Renê Weber (Roque Gonzales, 16 luglio 1961 – Rio de Janeiro, 16 dicembre 2020), è stato un allenatore di calcio e calciatore brasiliano che ha guidato la Nazionale di calcio del Brasile Under-20 al campionato mondiale di calcio Under-20 2005.

## Biografia

### Carriera da giocatore
Ha giocato per Internacional di Santa Maria e Fluminense tra il 1983 e il 1992, totalizzando 56 presenze nel campionato di calcio brasiliano.

### Carriera da allenatore
Ha allenato l'América di Rio de Janeiro, prima di trasferirsi in Perù allenando lo Sporting Cristal nel 2003; dal 2004 al 2005 ha guidato il Brasile under 20, ottenendo il terzo posto al campionato mondiale di calcio Under-20 2005.
Nel 2006 si è trasferito negli Emirati Arabi Uniti allenando prima l'Al-Shabab e successivamente l'Al-Sharjah. Nel 2008 è stato assunto dal Caxias, e dopo poche settimane è stato esonerato dopo le iniziali prestazioni nel Campionato Gaúcho.
Dal febbraio all'ottobre 2020 ha fatto parte dello staff dell'allenatore del Botafogo Paulo Autuori.

### Morte
È morto nel dicembre 2020 all'età di 59 anni per complicazioni da COVID-19, nell'ospedale di Copacabana, dove si trovava ricoverato dal 28 novembre precedente.

## Palmarès

### Giocatore

#### Competizioni nazionali
- Campionato brasiliano: 1

Fluminense: 1984

#### Competizioni statali
- Campionato Carioca: 2

Fluminense: 1984, 1985

### Allenatore

#### Competizioni nazionali
- Torneo Apertura: 1

Sporting Cristal: 2003